# Reinhold Baer

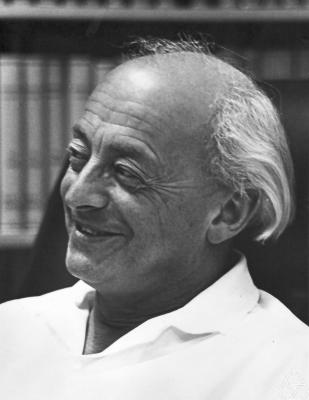
Reinhold Baer

Reinhold Baer (* 22. Juli 1902 in Berlin; † 22. Oktober 1979 in Zürich) war ein deutscher Mathematiker, der vor allem für seine Arbeiten zur Algebra und speziell zur Gruppentheorie, aber auch zur Geometrie bekannt ist.

## Leben

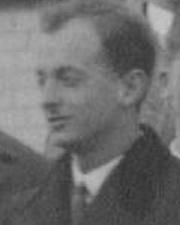
Reinhold Baer (1930)

Baer studierte zunächst Maschinenbau an der TU Hannover, wechselte dann aber 1921 zum Studium der Mathematik und Philosophie nach Freiburg im Breisgau (u. a. bei Wolfgang Krull und Alfred Loewy (1873–1935)) und Göttingen, wo er dem Kreis um Emmy Noether angehörte und bei Hellmuth Kneser über ein Thema der Differentialgeometrie promovierte. Davor ging er 1924 mit einem Stipendium nach Kiel zu Helmut Hasse, Ernst Steinitz und Otto Toeplitz. 1926 bis 1929 hatte er eine Assistentenstelle bei Loewy in Freiburg, unter dessen Einfluss er sich der Algebra zuwandte. 1928 ging er zu Helmut Hasse nach Halle, wo er u. a. Steinitz’ klassischen Aufsatz „Algebraische Theorie der Körper“ von 1910 (zusammen mit Hasse) als Buch neu herausgab (versehen mit Kommentaren und einem Anhang von Baer über Galoistheorie). Nach der Machtergreifung der Nationalsozialisten 1933 ging Baer (der Jude war), der mit seiner Frau Marianne Erika Kirstein (Heirat 1929) gerade Urlaub in Österreich machte, über Manchester (bei Louis Mordell) nach Princeton, wo er 1935–1937 auf Einladung von Hermann Weyl war. 1938 nahm er eine Professur an der University of Illinois in Urbana an. 1956 ging er als Professor nach Frankfurt am Main. Er hatte eine große Zahl von Schülern und organisierte in Deutschland regelmäßig Gruppentheorie-Konferenzen in Oberwolfach, insbesondere über Gruppen in der Geometrie.
Baer ist vor allem für seine Arbeiten zur Gruppentheorie bekannt, wo er u. a. Erweiterungsprobleme und Endlichkeitsprobleme behandelte sowie nilpotente und auflösbare Gruppen untersuchte. Nach ihm benannt sind hier Baer-Gruppen, Baer-Ringe und das Baer-Radikal einer Gruppe. Baer führte 1941 das Konzept des injektiven Moduls ein. Er wandte auch die Gruppentheorie in der Theorie endlicher projektiver Ebenen an. Daneben beschäftigte er sich auch mit Mengenlehre, Körpertheorie und Topologie.
Seit 1963 finden an jeweils wechselnden deutschen Universitäten Reinhold-Baer-Kolloquien statt.
Doktoranden von ihm sind z. B. Heinz Lüneburg, Bernd Fischer, Peter Dembowski, Donald G. Higman, Dieter Held, Gerhard O. Michler, Hans Kurzweil, Christoph Hering, Ingo Weidig (Prof. Universität Koblenz-Landau), Helmut Bender (Prof. in Kiel), Otto Kegel, Rüdiger Göbel, Christine Williams Ayoub.

## Werke
- Isotopie von Kurven auf orientierbaren, geschlossenen Flächen und ihr Zusammenhang mit der topologischen Deformation der Flächen, J. Reine Angew. Math. 159  (1928), 101–116. (Satz von Dehn-Nielsen-Baer)
- Erweiterung von Gruppen und ihren Isomorphismen, Math. Z. 38 (1934), no. 1, 375–416. (Baer-Summe von Erweiterungen)
- Klassifikation der Gruppenerweiterungen, J. Reine Angew. Math. 187, (1949), 75–94
- Linear algebra and projective geometry, Academic Press 1952